# Alicja Dobrołęcka
Alicja Dobrołęcka (ur. 23 maja 2003 r. w Warszawie) – polska gimnastyczka artystyczna, zawodniczka Legionu Warszawa.

## Kariera
Członkini kadry narodowej 2015-2022. W 2017 roku wystąpiła na mistrzostwach Europy w Budapeszcie. W układzie zbiorowym juniorek zajęła 11. miejsce. Skład drużyny uzupełniły Milena Górska, Wiktoria Mielec, Kornelia Pacholec, Małgorzata Roszatycka i Natalia Wiśniewska.
Rok później podczas mistrzostw Europy w Guadalajarze wzięła udział w układach indywidualnych juniorek. Najlepszy wynik uzyskała w układzie ze wstążką, zajmując 20. miejsce. O jedną lokatę niżej skończyła rywalizację z obręczą. W wieloboju została sklasyfikowana na dziesiątej pozycji.
Na mistrzostwach świata w 2019 roku w Baku razem z Mileną Górską, Aleksandrą Majewską, Aleksandrą Wlaźlak i Julią Chochół zajęła 15. miejsce w układzie z pięcioma piłkami oraz 17. – w układzie z trzema obręczami i dwoma parami maczug. W klasyfikacji wieloboju zostały sklasyfikowane na 18. pozycji.